# Embaixada do Brasil em San José
A Embaixada do Brasil em San José é a missão diplomática brasileira da Costa Rica. A missão diplomática se encontra no endereço,Oficentro Ejecutivo La Sabana, Edificio 6, segundo piso, San José, Costa Rica.